# Omamori

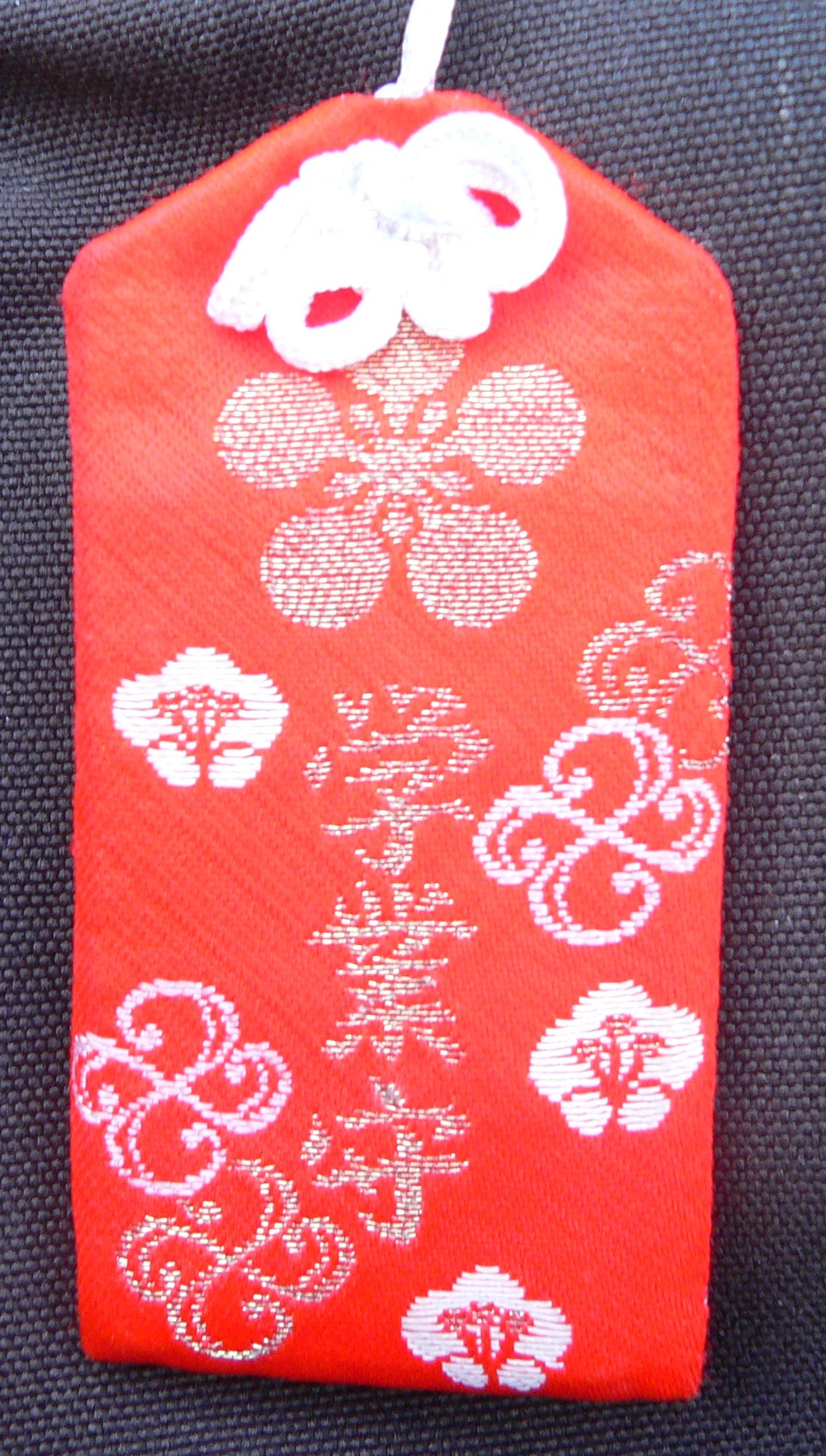
Omamori

O-mamori (japonsky: お守り) je japonský šintoistický talisman, jež má svému nositeli přinést štěstí, blahobyt, úspěch a podobně. Obal bývá vyráběn z různých materiálů, nejčastěji z nějakého druhu textilie. Omamori mívá na svém povrchu napsány různé modlitby, které mají blahodárně působit dle zvoleného přání/modlitby.
S Novým rokem se stará omamori rituálně pálí a získávají nová.